# Beachy Head

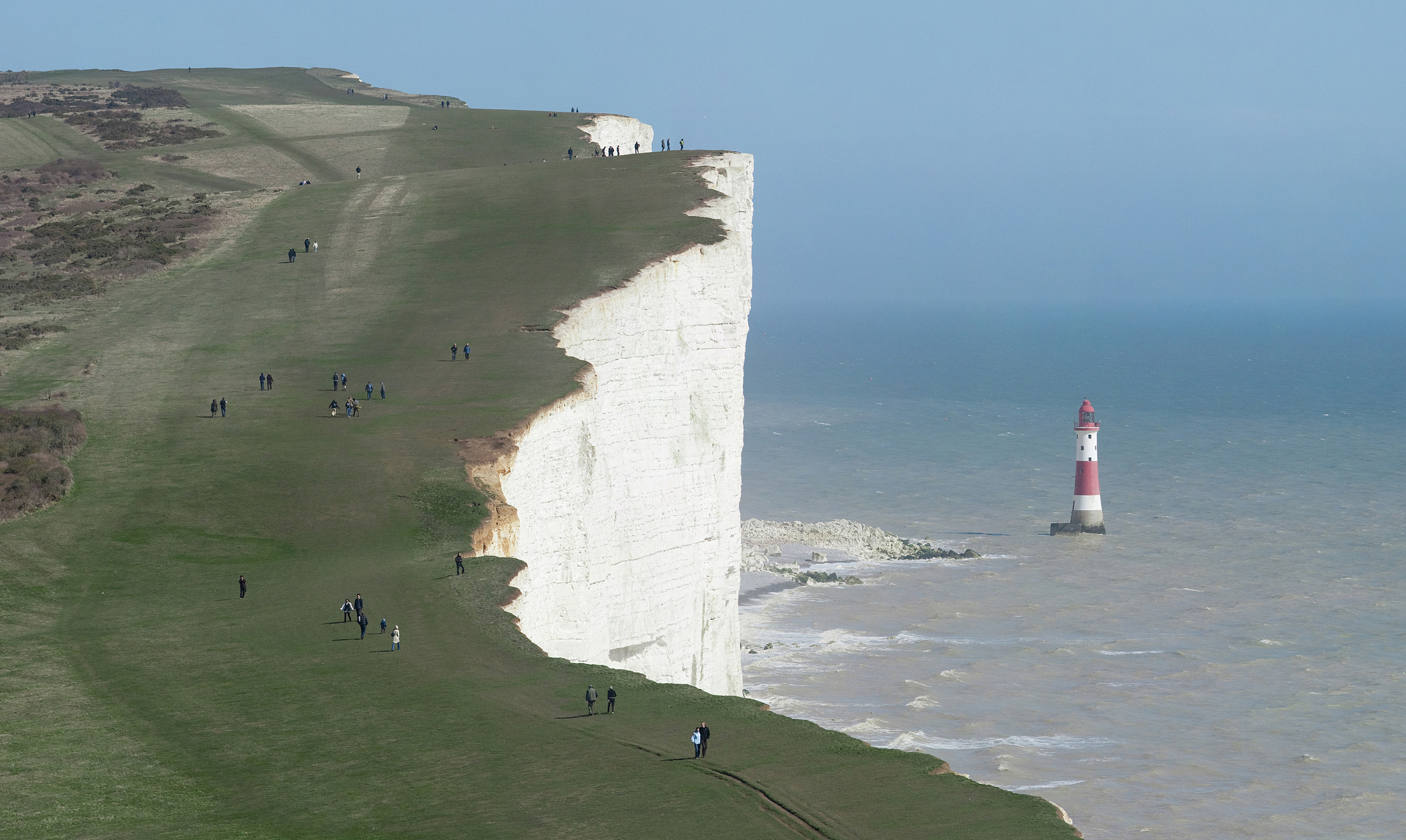
Pohled k útesu Beachy Head a k majáku od západu

Beachy Head je křídový mys, který se nachází na jižním pobřeží Anglie v hrabství East Sussex, nedaleko města Eastbourne. Se svojí nadmořskou výškou 162 m je nejvyšším křídovým útesem ve Spojeném království. Vrchol umožňuje pohled na jihovýchodní pobřeží od Dungenes na východě po Selsey Bill na západě. Pro svou úctyhodnou výšku je jedním z nejznámějších míst pro sebevrahy. Útes byl zformován v období před 65 až 100 milióny let.
Dramatické útesy vznikly na konci poslední doby ledové po roztátí ledovců, kdy vzrůstající hladina vytvořila Lamanšský průliv.